# قرار مجلس الأمن التابع للأمم المتحدة رقم 714
قرار مجلس الأمن التابع للأمم المتحدة رقم 714، اتخذ بالإجماع في 30 أيلول / سبتمبر 1991، بعد التذكير بالقرارين 637 (1989) و 693 (1991)، رحّب المجلس بالتوقيع الأخير على اتفاق نيويورك من قبل حكومة السلفادور وجبهة فارابوندو مارتي للتحرير الوطني لإنهاء الحرب الأهلية الجارية في السلفادور.
وأثنى المجلس على عمل الأمين العام خافيير بيريز دي كوييار وممثله الشخصي لأمريكا الوسطى، فضلا عن جهود «مجموعة الأصدقاء» كولومبيا والمكسيك وإسبانيا وفنزويلا في عملية السلام. وحث أيضا الطرفين على مواصلة المفاوضات المكثفة والمستمرة في الجولة التالية من المحادثات المقرر عقدها في تشرين الأول / أكتوبر 1991 من أجل التوصل إلى وقف لإطلاق النار في أقرب وقت ممكن، والدعوة كذلك إلى ضبط النفس والتعاون مع بعثة مراقبي الأمم المتحدة في السلفادور.
وقد وفر اتفاق نيويورك، الموقع في 25 أيلول / سبتمبر 1991 في مقر الأمم المتحدة، ضمانات لحل الوضع في السلفادور. وشملت الأحكام إنشاء اللجنة الوطنية لتوطيد السلام، المسؤولة عن الإشراف على جميع الاتفاقات السياسية التي توصل إليها الطرفان وأيدها مجلس الأمن.

## روابط خارجية
- نص القرار في undocs.org